# Staverton (Gloucestershire)
Staverton – wieś w Anglii, w hrabstwie Gloucestershire, w dystrykcie Tewkesbury. Leży 8 km na północny wschód od miasta Gloucester i 148 km na zachód od Londynu.